# 822
822 (DCCCVII) var ett normalår som började en onsdag i den julianska kalendern.

## Händelser

### Okänt datum
- Abd ar-Rahman II efterträds av Muhammad I som emir av Cordoba.
- Corvey grundas.
- Mycket stort utbrott av Katla i Island mellan senhösten 822 och tidig vår 823.

## Födda
- Minamoto no Tōru, japansk poet och statsman.

## Avlidna
- Al-Hakam I, emir av Córdoba.